# Holothuria casoae
Holothuria casoae is een zeekomkommer uit de familie Holothuriidae.
De wetenschappelijke naam van de soort werd in 2009 gepubliceerd door Laguarda-Figueras & Solís-Marín.